# Vlag van Weismes
De vlag van Weismes is bevestigd door het gemeentebestuur als de vlag van de Luikse gemeente Weismes. De vlag kan als volgt worden beschreven:
Tien even hoge banen, van zwart-wit-zwart-wit-zwart-wit-zwart-wit-zwart-wit.
De vlag is volledig gebaseerd op het gemeentewapen en ziet er dus helemaal hetzelfde uit.